# Důl František (Horní Suchá)

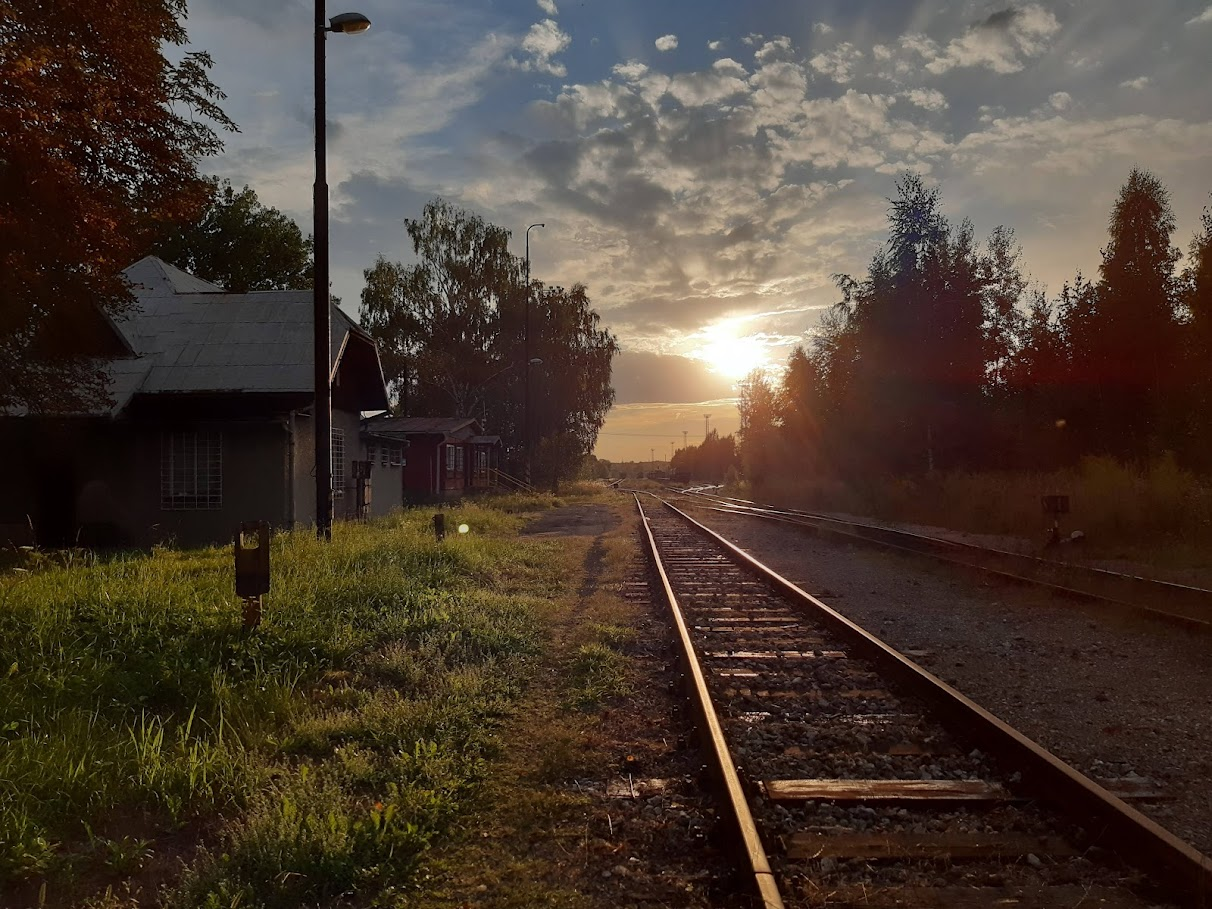
Koleje v Horní Suché za dolem František

Důl František je uzavřený černouhelný hlubinný důl v Horní Suché, který byl během let 1948–1989 znám pod jménem Důl Prezident Gottwald. Důl během své existence vytěžil 59 144 518 tun černého uhlí.

## Založení dolu

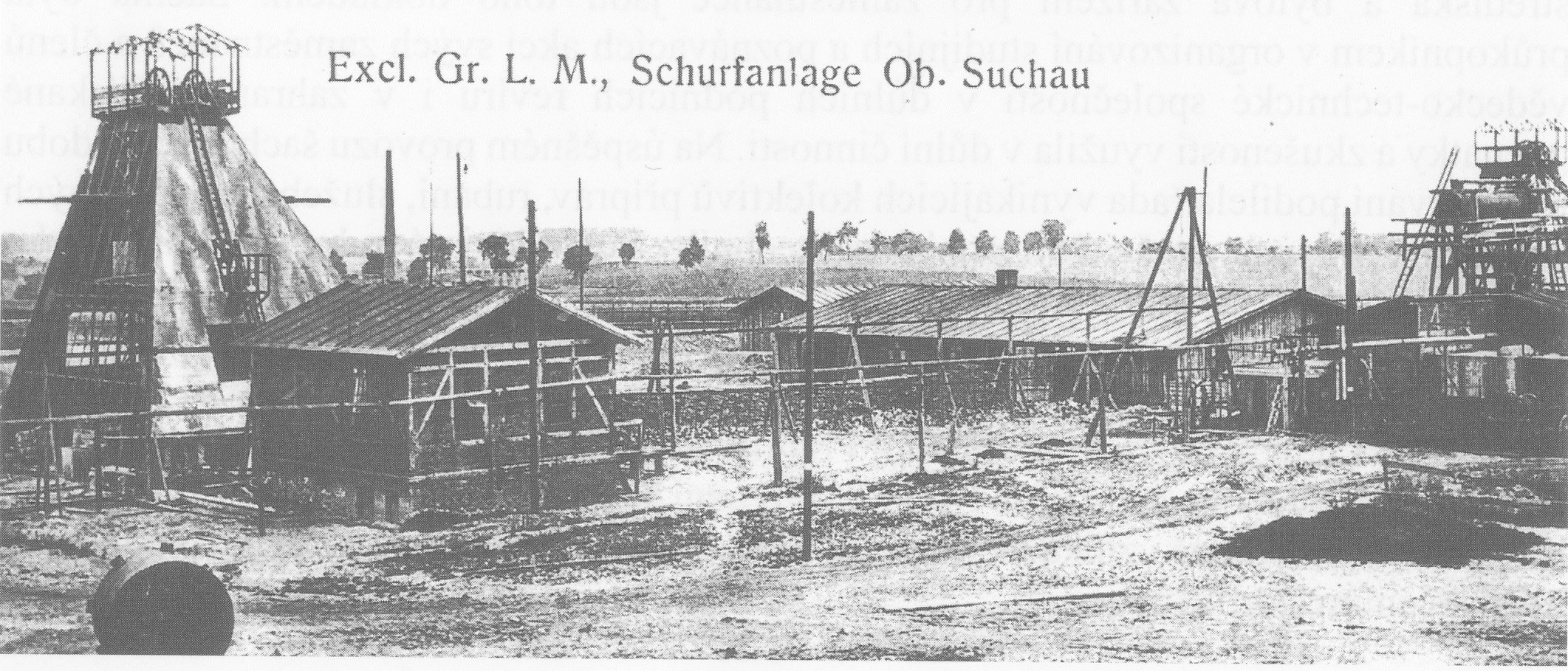
Výstavba dolu František v letech 1909–1911

V období před první světovou válkou byla ve světě poměrně velká poptávka po uhlí. Proto i v oblasti Karvinska byly zakládány nové doly.
V místě, kde se později nacházel důl František, byl proveden v roce 1909 první průzkumný vrt „Suchá 2“ (378,6 m pod povrch). Tímto vrtem byl v hloubce 350 metrů zjištěn uhlonosný karbon, náležící karvinskému souvrství a to jeho nejstaršímu sedlovému pásmu. Na základě tohoto vrtu došlo v červnu 1911 k hloubení první jámy. Tento okamžik se bere jako založení dolu. Důl František byl vystavěn v místě bývalé bažantnice.
Důl František byl založen z popudu Jindřicha von Larisch-Mönnicha, v roce 1911 důl dostal jméno „Erzherzog Franzschacht“ (šachta arcivévody Františka, podle následníka trůnu Františka Ferdinanda d’Este). Rozloha důlního pole byla 781 ha a zasahovala pod obec Horní Suchá a částečně pod Prostřední Suchou. V důlní oblasti sousedilo důlní pole na severu s polem dolu Barbora, na východě s dolem 9. květen a na západě s dolem Dukla. František spolu s dolem Dukla a dolem 9. květen tvořil jižní hranici karvinské dílčí pánve.

## Vývoj v letech 1911 až 1945

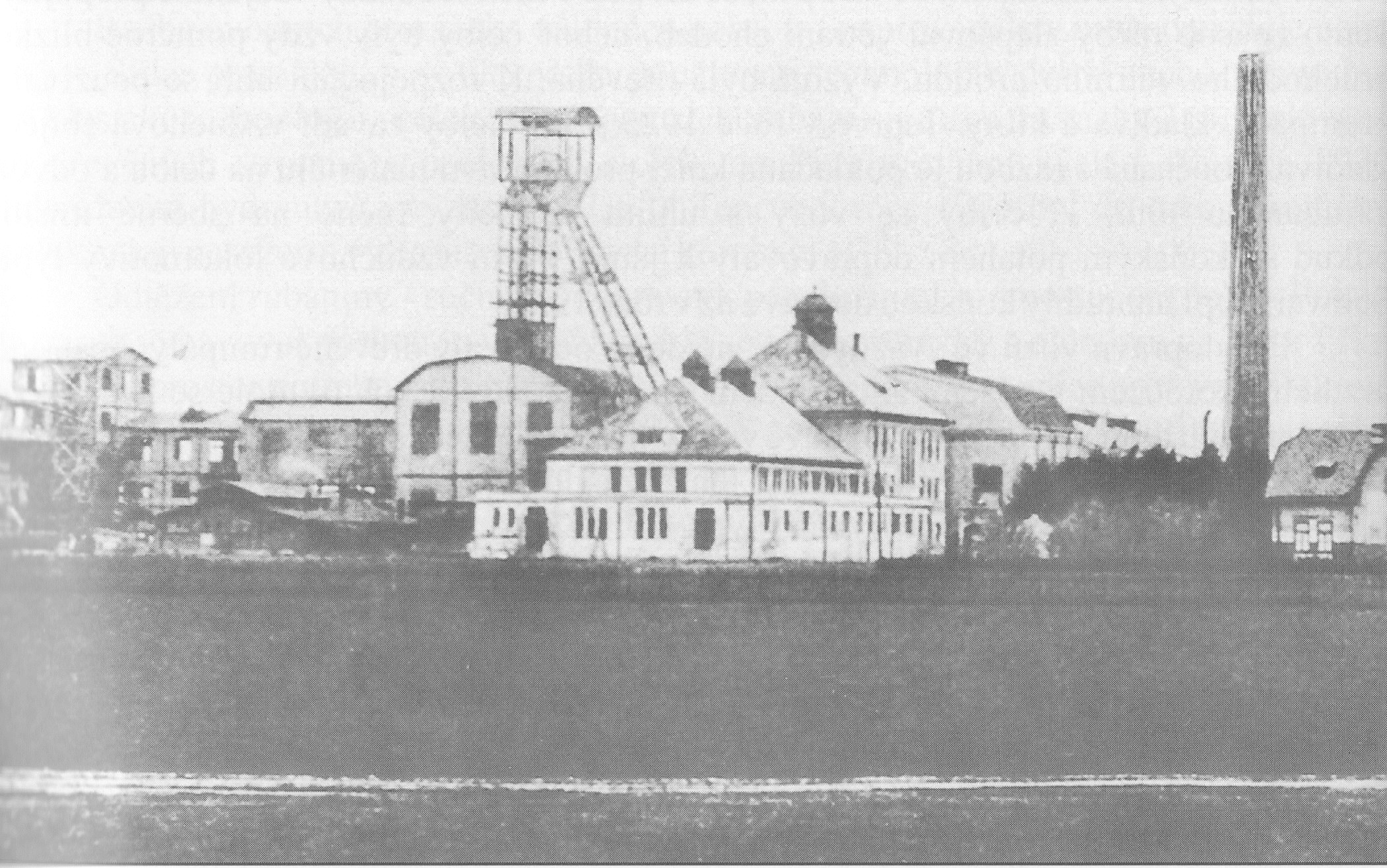
Pohled na důl František ze směru od Karviné

Hloubení jam bylo ukončeno v roce 1913, kdy byly taktéž vytěženy první vozíky uhlí – v tomto roce bylo vytěženo 13 333 t uhlí, především z příprav. V tomto roce pracovalo na dole 214 zaměstnanců. Po roce 1918 byl název dolu změněn na důl František.
19. května 1920 došlo k explozi metanu. Při havárii nedošlo k úmrtí, zaměstnanci včas opustili důl. Po 6 týdnech uzavření dolu byly započaty snahy o zvládnutí požáru, při kterých došlo k dalšímu výbuchu a zemřeli i dva horníci. V důsledku této havárie musel být důl zatopen a práce byly obnoveny až na konci roku 1921.
V roce 1922 důl vytěžil již 30 000 tun uhlí a postupně docházelo k zvyšování těžby. V roce 1923 byla dokončena těžní věž F-1. Jelikož do dolu proudila neustále důlní voda, bylo v roce 1923 postaveno zařízení na odpařování vody, díky kterému byla z vody oddělena jodobromová sůl. Postupně získala sůl i ochrannou známku jako „Darkovská jodová sůl“ a byla vyráběna po celou existenci dolu. V roce 1930 byla postavena visutá lanovka, která k dolu ze Stonavy dovážela štěrk, potřebný k vyplnění prostoru po vykopaném uhlí. Provoz lanovky byla ukončen v roce 1947.
Po roce 1929 došlo k postupné stagnaci poptávky po uhlí v důsledku Velké hospodářské krize. V průběhu krize došlo k snižování stavu zaměstnanců, snížení výdělků a různých deputátů. V důsledku tohoto vývoje docházelo k protestům, které vyvrcholily 30. března 1932, kdy došlo ke střetu demonstrantů s policií, při kterém byl zastřelen i jeden horník – Vladislav Karwiński. Po roce 1934 začala poptávka po uhlí opět růst, díky tomu důl v roce 1937 dosáhl roční těžby 400 000 t uhlí.
Od roku 1939 se důl jmenoval Franzsacht (poněmčení českého názvu). Během válečných let bylo na dole František provedeno mnoho investic, které měly zvýšit těžbu. K zvýšení těžby zároveň došlo spolu s nasazením sovětských zajatců do důlních provozů. V roce 1943 byla roční těžba okolo 696 000 t uhlí a v roce 1944 635 000 t.

### Vývoj v letech 1945 až 1989
Po roce 1945 došlo k dalším investicím a zvyšováním těžby. V důsledků politických změn byl důl 17. července 1946 přejmenován na Důl Klement Gottwald a 21. srpna 1948 na Důl Prezident Gottwald. V roce 1954 bylo vytěženo 1 098 440 t (důl poprvé překročil hranici 1 milionu tun), v roce 1956 to bylo 1 337 000 t. Rozvoj těžby si vyžádal i zvýšení počtu zaměstnanců. Tím došlo i k růstu počtu obyvatel Horní Suché. V roce 1978 vytěžil důl František nejvíce uhlí během své historie – 1 706 891 t.

### Investice do jam a těžních věží
- 1950 – zahájení hloubení jámy F 3 (větérka)[1]
- 1952 – uvedení do provozu elektrického těžního stroje
- 1960 – byla otevřena jáma F-4
- 1963 – rekonstrukce těžní věže jámy F-1
- 1977–1983 – stržení železné konstrukce věže F-4 a její nahrazení železobetonovou těžní věží

### Výčet dalších investic a modernizací
- 1949 – otvírka 3. patra
- 1963 – výstavba 4. patra, hloubení 4. jámy
- 1968 – postupné zavádění výpočetní techniky
- 1962 – byla uvedena do provozu degazační stanice,
- 1965 – dochází ke kompletní elektrifikaci dolu.
- 1967 –byla zavedena pro dopravu materiálu závěsová kolejová drážka (první zavedení na Ostravsku).

## Důlní havárie 1974
12. září 1974 došlo k neštěstí na jámě PG-2. Při fárání ranní směny začala v 6.19 klec s 34 horníky po zhruba 150 metrech sestupu nekontrolovatelně nabírat rychlost. Během pádu se jednou zastavila. Muži v kleci byli sraženi na podlahu. Poté se klec dala opět do pohybu a zřítila se až na dno na nárazníkový rošt. Nejednalo se o volný pád, jelikož byla klec částečně brzděna. Po příchodu prvních záchranářů a zdravotníků na místo neštěstí panoval relativní klid, přestože podle pozdějších výpovědí bylo v kleci krve až téměř po kolena. Na místě zemřelo 8 lidí, 22 bylo zraněno těžce, pouze 4 lehce. Vyšetřování jednoznačně prokázalo, že došlo k přetržení klecového lana, které bylo oslabeno dlouhodobým působením slané vody. Na potřebu jeho výměny upozornil zahraniční výrobce. Protože by výměna stála několik milionů korun, poškození se ignorovalo. Pouhý týden před nehodou byly v místě pozdějšího přetržení lana pozorovány tři výrazné lomy. Bilance tragédie mohla být ještě horší. Předchozí den došlo k odčerpáni vody z jámy.

## Vývoj v letech 1989 až 1999
Po roce 1989 došlo k návratu k původnímu názvu – Důl František (9. února 1990). Ovšem z geologických důvodů došlo k poklesu těžby, která se v roce 1994 dostala pod hranici 1 milionů tun (974 390 t). K 1. červenci 1995 byl důl František spojen spolu v dolem Dukla a dolem Lazy do skupinového dolu Lazy. Jelikož těžba byla nerentabilní, bylo rozhodnuto o uzavření dolu. Poslední vozík byl vytěžen 30. června 1999. Poté bylo důlní vybavení demontováno a vyklizeno, důl zasypán a likvidovány povrchové budovy. Odstřeleny byly obě ocelové těžní věže (F-1 a F-2), železobetonová (skipová) těžní věž byla ponechána.

## Zajímavosti
Koncem 40. let se dobrovolné brigády na dole zúčastnil i Mons. Miloslav Klisz, který zde odfáral 18 směn.

## Ředitelé dolu a závodní ředitelé
| Jméno                      | ve funkci                  |
| -------------------------- | -------------------------- |
| Ing. Larisch               | 1911–1920                  |
| Ing. Josef Zarda           | 1920–1923                  |
| Ing. Hubert Palisa         | 1923 – 1. 12. 1936         |
| Ing. Raimund Sahliger      | 1. 12. 1936 – 1. 10. 1938  |
| Ing. Alojz Godula          | 1. 10. 1938 – 1. 10. 1939  |
| Ing. Raimund Sahliger      | 1. 10. 1939 – 1. 2. 1944   |
| Ing. Rudolf Tenschert      | 1. 2. 1944 – 1. 5. 1945    |
| Ing. Josef Lipowski        | 1. 5. 1945 – 25. 7. 1945   |
| prof. Ing. Dr. Alois Říman | 26. 7. 1945 – 1. 1. 1947   |
| Ing. Josef Lipowski        | 1. 1. 1947 – 17. 5. 1948   |
| Ing. Oldřich Štábla        | 17. 5. 1948 – 1. 5. 1951   |
| František Kališ            | 1. 5. 1951 – 15. 10. 1951  |
| prof. Ing. Dr. Alois Říman | 15. 10. 1951 – 21. 1. 1952 |
| Oldřich Krejčí             | 21. 1. 1952 – 1. 5. 1953   |
| Alois Böhm                 | 1. 5. 1953 – 1. 11. 1958   |
| Ing. Jaroslav Pěkelko      | 1. 11. 1958 – 1. 7. 1959   |
| prof. Ing. Jindřich Bilan  | 1. 7. 1959 – 1. 1. 1970    |
| Ing. Bohumír Motloch       | 1. 1. 1970 – 15. 5. 1970   |
| Ing. Miroslav Mrázek       | 15. 5. 1970 – 31. 3. 1981  |
| Ing. Lev Tolasz            | 1. 4. 1981 – 31. 1. 1990   |
| Ing. Zdislav Wantula       | 1. 2. 1990 – 31. 12. 1990  |
| Ing. Otakar Lucák          | 1. 1. 1991 – 7. 3. 1993    |
| Ing. Tadeáš Rabín          | 8. 3. 1993 – 31. 5. 1995   |
| Ing. Jan Straník           | 1. 6. 1995 – 30. 6. 1995   |

Po sloučení s doly Dukla a Lazy v roce 1995 figuroval jako ředitel dolu Lazy (a tím i ředitel dolu bývalého dolu František) Ing. Jiří Šářec (1. 7. 1995 – 31. 12. 1996) a Ing. Lubomír Schellong (1. 1. 1997 – 30. 6. 1999). Poté byla lokalita bývalého dolu František převedena pod důl Odra, kde vykonával funkci ředitele Ing. Josef Goj.

## Statistické informace

### Těžba
| Rok  | Těžba v tunách |  | Rok  | Těžba v tunách |  | Rok  | Těžba v tunách |
| ---- | -------------- |  | ---- | -------------- |  | ---- | -------------- |
| 1912 | 192            |  | 1924 | 186.950        |  | 1954 | 1.080.918      |
| 1913 | 13.718         |  | 1925 | 199.000        |  | 1956 | 1.381.950      |
| 1914 | 32.265         |  | 1929 | 342.600        |  | 1960 | 1.281.250      |
| 1915 | 49.000         |  | 1930 | 284.600        |  | 1965 | 1.307.850      |
| 1916 | 57.200         |  | 1932 | 223.800        |  | 1970 | 1.289.320      |
| 1917 | 64.600         |  | 1933 | 236.300        |  | 1975 | 1.146.641      |
| 1918 | 67.770         |  | 1937 | 400.000        |  | 1980 | 1.153.201      |
| 1919 | 57.010         |  | 1942 | 570.000        |  | 1984 | 1.020.000      |
| 1920 | 24.470         |  | 1943 | 696.600        |  | 1985 | 995.501        |
| 1921 | 2.300          |  | 1945 | 258.400        |  | 1990 | 717.118        |
| 1922 | 30.400         |  | 1950 | 658.700        |  | 1995 | 531.813        |
| 1923 | 75.520         |  | 1953 | 941.310        |  | 1999 | 184.410        |

Statistiky těžby byly převzaty z knihy

### Počet zaměstnanců
| Rok  | Dělníci v dole | Dělnící na povrchu | Technicko-hospodářští pracovnici | Celkem |
| ---- | -------------- | ------------------ | -------------------------------- | ------ |
| 1910 | 509            | 140                | 31                               | 680    |
| 1915 | 445            | 127                | 31                               | 603    |
| 1920 | 548            | 166                | 38                               | 752    |
| 1930 | 596            | 147                | 40                               | 783    |
| 1939 | 499            | 139                | 57                               | 695    |
| 1940 | ?              | ?                  | 47                               | 886    |
| 1943 | ?              | ?                  | 62                               | 1013   |
| 1945 | 579            | 259                | 63                               | 1114   |
| 1950 | ?              | ?                  | 74                               | 1583   |
| 1955 | ?              | ?                  | 178                              | 2881   |
| 1960 | 2334           | ?                  | ?                                | 3286   |
| 1965 | 2248           | 1118               | 230                              | 3596   |
| 1970 | 1489           | 793                | 233                              | 2515   |
| 1975 | 1355           | 798                | 301                              | 2454   |
| 1980 | 1538           | 692                | 319                              | 2549   |
| 1985 | 1682           | 742                | 337                              | 2761   |
| 1990 | 1590           | 678                | 335                              | 2603   |
| 1995 | 1178           | 342                | 235                              | 1755   |
| 1999 | 242            | 78                 | 43                               | 363    |
| 2000 | 31             | 34                 | 15                               | 80     |

Počet zaměstnanců byl převzat z knihy Karvinsko a jeho šachty.